# Джейн Качмарек
Джейн Франсис Качмарек (на английски: Jane Frances Kaczmarek) е американска актриса. Известна е с ролята си на Лоис в комедийния сериал „Малкълм“. Номинирана е три пъти за Златен глобус и седем пъти за Еми.

## Избрана филмография
| година | филм                       | оригинално заглавие | роля                     | режисьор     |
| ------ | -------------------------- | ------------------- | ------------------------ | ------------ |
| 1984   | Да се влюбиш               | Falling in Love     | Ан Рафтис                | Улу Гросбард |
| 2015   | CHiPs: Магистрални ченгета | CHiPs               | CHP Капитан Джейн Линдyл | Декс Шепърд  |